# Nokia 8110 4G
Il Nokia 8110 4G è un telefono cellulare Nokia sviluppato da HMD Global.
È stato annunciato il 25 febbraio 2018 al Mobile World Congress a Barcellona, in Spagna, come rivisitazione del Nokia 8110 originale, che era popolarmente noto come "Matrix phone", per via della sua presenza nel film o "banana phone", per via della sua forma curvata. Funziona grazie a un sistema operativo basato su KaiOS e attraverso la partnership di HMD con Google, dalla versione firmware 11 include anche servizi Google come Ricerca Google, YouTube, Google Maps e Google Assistant, seppur con funzionalità limitate rispetto ad Android. Dalla versione firmware 15, Facebook e l'applicazione WhatsApp sono disponibili al download tramite lo store di applicazioni.